# Neohepialiscus algeriensis
Neohepialiscus algeriensis är en fjärilsart som beskrevs av Joannis 1903. Neohepialiscus algeriensis ingår i släktet Neohepialiscus och familjen rotfjärilar. Inga underarter finns listade i Catalogue of Life.